# George August Pritzel
Georg [o George] August Pritzel (1815, Silesia -1874), fue un médico, botánico, archivero y bibliotecario polaco-germano recordado ante todo por su “Thesaurus” de la literatura botánica.

## Algunas publicaciones
- Thesaurus litteraturae botanicae omnium millia operum recensens, 1851
- Iconum Botanicarum index locupletissimus, 1855–1866
- Die Volksnamen der deutschen Pflanzen (junto con C.F.W. Jessen), 1884

## Honores

### Epónimos
Género
- (Brassicaceae) Pritzelago Kuntze[1]

Especies
- (Asteraceae) Podotheca pritzelii P.S.Short[2]
- (Balsaminaceae) Impatiens pritzelii Hook.f.[3]
- (Brassicaceae) Crambe pritzelii Bolle[4]
- (Goodeniaceae) Goodenia pritzelii Domin[5]
- (Lamiaceae) Hemigenia pritzelii S.Moore[6]
- (Leguminosae) Racosperma pritzelianum (C.A.Gardner) Pedley[7]
- (Malvaceae) Sida pritzelii C.A.Gardner[8]
- (Moraceae) Ficus pritzelii Warb.[9]
- (Myoporaceae) Pholidia pritzeliana Kraenzl.[10]
- (Myrtaceae) Melaleuca pritzelii (Domin) Barlow[11]
- (Passifloraceae) Paropsia pritzelii Gilg[12]
- (Rosaceae) Cotoneaster pritzelii (C.K.Schneid.) G.Klotz[13]
- (Stylidiaceae) Stylidium pritzelianum Mildbr.[14]

- La abreviatura «Pritz.» se emplea para indicar a George August Pritzel como autoridad en la descripción y clasificación científica de los vegetales.[15]